# بندوسار
بیندوسارا (متوفای 265 پ.م.) دومین امپراتور دودمان مائوریای هندوستان بود. او پسر بنیان‌نهای دودمان، چاندوراگوپتا مائوریا و پدر مقتدرترین و بزرگترین امپراتور تاریخ هند، آشوکای کبیر بود. درباره‌ی دوران حکومت او چیز زیادی نمی‌دانیم، اما به نظر می‌رسد که توانست سرزمین‌های مائوریایی را در جنوب تا دِکَن (به‌انگلیسی: Deccan) گسترش دهد تا فقط منتهاالیه جنوبی هند و منطقه‌ی کالینگا در شرق (که اکنون جزو ایالت اُریسا است) جزو امپراتوریش نباشند.